# Luj I. od Bloisa
Grof Luj I. od Bloisa (fra. Louis Ier de Blois) (1172. – 14. travnja 1205.) bio je francuski plemić, grof Bloisa u srednjem vijeku. Vladao je od 1191. do svoje smrti.
Njegov otac je bio grof Bloisa Teobald V. Dobri, sin grofa Šampanje Teobalda II. Lujeva majka je bila grofica Alisa, princeza Francuske, preko koje je Luj bio unuk kraljice Eleonore Akvitanske.
Lujeve sestre su bile grofice Margareta i Izabela.
1196. Luj je ukinuo kmetstvo na svojim imanjima.

## Brak
Lujeva supruga je bila grofica Katarina od Clermont-en-Beauvaisisa; brakom je Luj postao grof Clermont-en-Beauvaisisa. Ovo su njihova djeca:
- Rudolf
- Ivana
- Teobald VI. od Bloisa